# Grand Prix Węgier 2014
Grand Prix Węgier 2014 (oficjalnie Pirelli Magyar Nagydíj 2014) – jedenasta eliminacja Mistrzostw Świata Formuły 1 w sezonie 2014.

## Lista startowa
Źródło: Wyprzedź Mnie!
| Nr | Kierowca          | Zespół                        | Samochód               | Silnik                         | Opony |
| -- | ----------------- | ----------------------------- | ---------------------- | ------------------------------ | ----- |
| 1  | Sebastian Vettel  | Infiniti Red Bull Racing      | Red Bull RB10          | Renault Energy F1-2014 1.6T V6 | P     |
| 3  | Daniel Ricciardo  | Infiniti Red Bull Racing      | Red Bull RB10          | Renault Energy F1-2014 1.6T V6 | P     |
| 4  | Max Chilton       | Marussia F1 Team              | Marussia MR03          | Ferrari 059/3 1.6T V6          | P     |
| 6  | Nico Rosberg      | Mercedes AMG Petronas F1 Team | Mercedes F1 W05 Hybrid | Mercedes-Benz PU106A 1.6T V6   | P     |
| 7  | Kimi Räikkönen    | Scuderia Ferrari              | Ferrari F14 T          | Ferrari 059/3 1.6T V6          | P     |
| 8  | Romain Grosjean   | Lotus F1 Team                 | Lotus E22              | Renault Energy F1-2014 1.6T V6 | P     |
| 9  | Marcus Ericsson   | Caterham F1 Team              | Caterham CT05          | Renault Energy F1-2014 1.6T V6 | P     |
| 10 | Kamui Kobayashi   | Caterham F1 Team              | Caterham CT05          | Renault Energy F1-2014 1.6T V6 | P     |
| 11 | Sergio Pérez      | Sahara Force India F1 Team    | Force India VJM07      | Mercedes-Benz PU106A 1.6T V6   | P     |
| 13 | Pastor Maldonado  | Lotus F1 Team                 | Lotus E22              | Renault Energy F1-2014 1.6T V6 | P     |
| 14 | Fernando Alonso   | Scuderia Ferrari              | Ferrari F14 T          | Ferrari 059/3 1.6T V6          | P     |
| 17 | Jules Bianchi     | Marussia F1 Team              | Marussia MR03          | Ferrari 059/3 1.6T V6          | P     |
| 19 | Felipe Massa      | Williams Martini Racing       | Williams FW36          | Mercedes-Benz PU106A 1.6T V6   | P     |
| 20 | Kevin Magnussen   | McLaren Mercedes              | McLaren MP4-29         | Mercedes-Benz PU106A 1.6T V6   | P     |
| 21 | Esteban Gutiérrez | Sauber F1 Team                | Sauber C33             | Ferrari 059/3 1.6T V6          | P     |
| 22 | Jenson Button     | McLaren Mercedes              | McLaren MP4-29         | Mercedes-Benz PU106A 1.6T V6   | P     |
| 25 | Jean-Éric Vergne  | Scuderia Toro Rosso           | Toro Rosso STR9        | Renault Energy F1-2014 1.6T V6 | P     |
| 26 | Daniił Kwiat      | Scuderia Toro Rosso           | Toro Rosso STR9        | Renault Energy F1-2014 1.6T V6 | P     |
| 27 | Nico Hülkenberg   | Sahara Force India F1 Team    | Force India VJM07      | Mercedes-Benz PU106A 1.6T V6   | P     |
| 44 | Lewis Hamilton    | Mercedes AMG Petronas F1 Team | Mercedes F1 W05 Hybrid | Mercedes-Benz PU106A 1.6T V6   | P     |
| 77 | Valtteri Bottas   | Williams Martini Racing       | Williams FW36          | Mercedes-Benz PU106A 1.6T V6   | P     |
| 99 | Adrian Sutil      | Sauber F1 Team                | Sauber C33             | Ferrari 059/3 1.6T V6          | P     |
| Nr | Kierowca          | Zespół                        | Samochód               | Silnik                         | Opony |

## Wyniki

### Sesje treningowe
Źródło: Wyprzedź Mnie!
| Sesja | Nr | Kierowca       | Konstruktor | Czas     | Okr. |
| ----- | -- | -------------- | ----------- | -------- | ---- |
| 1     | 44 | Lewis Hamilton | Mercedes    | 1:25,814 | 27   |
| 2     | 44 | Lewis Hamilton | Mercedes    | 1:24,482 | 38   |
| 3     | 44 | Lewis Hamilton | Mercedes    | 1:24,048 | 21   |

### Kwalifikacje
Źródło: Wyprzedź Mnie!
| Poz. | Nr | Kierowca          | Konstruktor          | Q1       | Q2       | Q3       | Poz. s. |
| ---- | -- | ----------------- | -------------------- | -------- | -------- | -------- | ------- |
| 1    | 6  | Nico Rosberg      | Mercedes             | 1:25,227 | 1:23,310 | 1:22,715 | 1       |
| 2    | 1  | Sebastian Vettel  | Red Bull–Renault     | 1:25,662 | 1:23,606 | 1:23,201 | 2       |
| 3    | 77 | Valtteri Bottas   | Williams             | 1:25,690 | 1:24,001 | 1:23,354 | 3       |
| 4    | 3  | Daniel Ricciardo  | Red Bull–Renault     | 1:25,495 | 1:23,676 | 1:23,391 | 4       |
| 5    | 14 | Fernando Alonso   | Ferrari              | 1:26,087 | 1:24,249 | 1:23,909 | 5       |
| 6    | 19 | Felipe Massa      | Williams             | 1:26,592 | 1:23,776 | 1:24,223 | 6       |
| 7    | 22 | Jenson Button     | McLaren–Mercedes     | 1:26,612 | 1:24,502 | 1:24,294 | 7       |
| 8    | 25 | Jean-Éric Vergne  | Toro Rosso–Renault   | 1:24,941 | 1:24,637 | 1:24,720 | 8       |
| 9    | 27 | Nico Hülkenberg   | Force India–Mercedes | 1:26,149 | 1:24,647 | 1:24,775 | 9       |
| 10   | 20 | Kevin Magnussen   | McLaren-Mercedes     | 1:26,578 | 1:24,585 | –        | PIT     |
| 11   | 26 | Daniił Kwiat      | Toro Rosso–Renault   | 1:25,361 | 1:24,706 | –        | 10      |
| 12   | 99 | Adrian Sutil      | Sauber–Ferrari       | 1:26,027 | 1:25,136 | –        | 11      |
| 13   | 11 | Sergio Pérez      | Force India–Mercedes | 1:25,910 | 1:25,211 | –        | 12      |
| 14   | 21 | Esteban Gutiérrez | Sauber–Ferrari       | 1:25,709 | 1:25,260 | –        | 13      |
| 15   | 8  | Romain Grosjean   | Lotus–Renault        | 1:26,136 | 1:25,337 | –        | 14      |
| 16   | 17 | Jules Bianchi     | Marussia–Ferrari     | 1:26,728 | 1:27,419 | –        | 15      |
| 17   | 7  | Kimi Räikkönen    | Ferrari              | 1:26,792 | –        | –        | 16      |
| 18   | 10 | Kamui Kobayashi   | Caterham–Renault     | 1:27,139 | –        | –        | 17      |
| 19   | 4  | Max Chilton       | Marussia–Ferrari     | 1:27,819 | –        | –        | 18      |
| 20   | 9  | Marcus Ericsson   | Caterham–Renault     | 1:28,643 | –        | –        | 19      |
|      | 44 | Lewis Hamilton    | Mercedes             | –        | –        | –        | PIT     |
|      | 13 | Pastor Maldonado  | Lotus–Renault        | –        | –        | –        | 20      |

### Wyścig
Źródło: Wyprzedź Mnie!
| P                 | + / –     | Nr | Kierowca          | Konstruktor          | Okr. | Czas / Strata             | Komentarz |
| ----------------- | --------- | -- | ----------------- | -------------------- | ---- | ------------------------- | --------- |
| 1                 | 3         | 3  | Daniel Ricciardo  | Red Bull–Renault     | 70   | 1h53m05,058               |           |
| 2                 | 3         | 14 | Fernando Alonso   | Ferrari              | 70   | +0:05,225                 |           |
| 3                 | 19        | 44 | Lewis Hamilton    | Mercedes             | 70   | +0:05,857                 |           |
| 4                 | 3         | 6  | Nico Rosberg      | Mercedes             | 70   | +0:06,361                 |           |
| 5                 | 1         | 19 | Felipe Massa      | Williams–Mercedes    | 70   | +0:29,841                 |           |
| 6                 | 10        | 7  | Kimi Räikkönen    | Ferrari              | 70   | +0:31,491                 |           |
| 7                 | 5         | 1  | Sebastian Vettel  | Red Bull–Renault     | 70   | +0:40,964                 |           |
| 8                 | 5         | 77 | Valtteri Bottas   | Williams–Mercedes    | 70   | +0:41,344                 |           |
| 9                 | 1         | 25 | Jean-Éric Vergne  | Toro Rosso–Renault   | 70   | +0:58,527                 |           |
| 10                | 3         | 22 | Jenson Button     | McLaren–Mercedes     | 70   | +1:07,280                 |           |
| 11                | Bez zmian | 99 | Adrian Sutil      | Sauber–Ferrari       | 70   | +1:08,169                 |           |
| 12                | 9         | 20 | Kevin Magnussen   | McLaren–Mercedes     | 70   | +1:18,465                 |           |
| 13                | 7         | 13 | Pastor Maldonado  | Lotus–Renault        | 70   | +1:24,024                 |           |
| 14                | 4         | 26 | Daniił Kwiat      | Toro Rosso–Renault   | 69   | +1 okr.                   |           |
| 15                | 1         | 17 | Jules Bianchi     | Marussia–Ferrari     | 69   | +1 okr.                   |           |
| 16                | 2         | 4  | Max Chilton       | Marussia–Ferrari     | 69   | +1 okr.                   |           |
| Niesklasyfikowani |           |    |                   |                      |      |                           |           |
|                   |           | 21 | Esteban Gutiérrez | Sauber–Ferrari       | 32   | ERS                       |           |
|                   |           | 10 | Kamui Kobayashi   | Caterham–Renault     | 24   | układ paliwowy            |           |
|                   |           | 11 | Sergio Pérez      | Force India–Mercedes | 22   | wypadek                   |           |
|                   |           | 27 | Nico Hülkenberg   | Force India–Mercedes | 14   | kolizja z Pérezem/wypadek |           |
|                   |           | 8  | Romain Grosjean   | Lotus–Renault        | 10   | wypadek                   |           |
|                   |           | 9  | Marcus Ericsson   | Caterham–Renault     | 7    | wypadek                   |           |
| P                 | + / –     | Nr | Kierowca          | Konstruktor          | Okr. | Czas / Strata             | Komentarz |

### Najszybsze okrążenie
Źródło: Wyprzedź Mnie!
| Nr | Kierowca     | Konstruktor | Czas     | Okr. |
| -- | ------------ | ----------- | -------- | ---- |
| 6  | Nico Rosberg | Mercedes    | 1:25,724 | 64   |

## Prowadzenie w wyścigu
Źródło: Racing–Reference.info
| Nr                              | Kierowca         | Okrążenia                 | Suma |
| ------------------------------- | ---------------- | ------------------------- | ---- |
| 3                               | Daniel Ricciardo | 9-13, 14-23, 38-54, 67-70 | 33   |
| 14                              | Fernando Alonso  | 23-37, 54-67              | 27   |
| 6                               | Nico Rosberg     | 1-9                       | 8    |
| 44                              | Lewis Hamilton   | 37-38                     | 1    |
| 22                              | Jenson Button    | 13-14                     | 1    |
| \| Wykres \| \| ------ \| \| \| |                  |                           |      |
| Wykres                          |                  |                           |      |
|                                 |                  |                           |      |

## Klasyfikacja po wyścigu

### Kierowcy
| P  | +/− | Kierowca          | Starty | Punkty | P1 | P2 | P3 | PP | NO | NS |
| -- | --- | ----------------- | ------ | ------ | -- | -- | -- | -- | -- | -- |
| 1  | 0   | Nico Rosberg      | 11     | 202    | 4  | 5  | –  | 6  | 4  | 1  |
| 2  | 0   | Lewis Hamilton    | 11     | 191    | 5  | 2  | 2  | 4  | 3  | 2  |
| 3  | 0   | Daniel Ricciardo  | 11     | 131    | 2  | –  | 3  | –  | –  | 2  |
| 4  | 0   | Fernando Alonso   | 11     | 115    | –  | 1  | 1  | –  | –  | –  |
| 5  | 0   | Valtteri Bottas   | 11     | 95     | –  | 2  | 1  | –  | –  | 1  |
| 6  | 0   | Sebastian Vettel  | 11     | 88     | –  | –  | 2  | –  | 1  | 3  |
| 7  | 0   | Nico Hülkenberg   | 11     | 69     | –  | –  | –  | –  | –  | 1  |
| 8  | 0   | Jenson Button     | 11     | 60     | –  | –  | 1  | –  | –  | –  |
| 9  | +1  | Felipe Massa      | 11     | 40     | –  | –  | –  | 1  | 1  | 3  |
| 10 | −1  | Kevin Magnussen   | 11     | 37     | –  | 1  | –  | –  | –  | 1  |
| 11 | 0   | Sergio Pérez      | 10     | 29     | –  | –  | 1  | –  | 1  | 2  |
| 12 | 0   | Kimi Räikkönen    | 11     | 27     | –  | –  | –  | –  | 1  | 1  |
| 13 | 0   | Jean-Éric Vergne  | 11     | 11     | –  | –  | –  | –  | –  | 4  |
| 14 | 0   | Romain Grosjean   | 11     | 8      | –  | –  | –  | –  | –  | 5  |
| 15 | 0   | Daniił Kwiat      | 11     | 6      | –  | –  | –  | –  | –  | 3  |
| 16 | 0   | Jules Bianchi     | 11     | 2      | –  | –  | –  | –  | –  | 3  |
| 17 | 0   | Adrian Sutil      | 11     | 0      | –  | –  | –  | –  | –  | 5  |
| 18 | 0   | Marcus Ericsson   | 11     | 0      | –  | –  | –  | –  | –  | 5  |
| 19 | 0   | Pastor Maldonado  | 10     | 0      | –  | –  | –  | –  | –  | 3  |
| 20 | 0   | Esteban Gutiérrez | 11     | 0      | –  | –  | –  | –  | –  | 5  |
| 21 | 0   | Max Chilton       | 11     | 0      | –  | –  | –  | –  | –  | 1  |
| 22 | 0   | Kamui Kobayashi   | 11     | 0      | –  | –  | –  | –  | –  | 4  |
| P  | +/− | Kierowca          | Starty | Punkty | P1 | P2 | P3 | PP | NO | NS |

### Konstruktorzy
| P  | +/− | Konstruktor          | Starty | Punkty | P1 | P2 | P3 | PP | NO | NS |
| -- | --- | -------------------- | ------ | ------ | -- | -- | -- | -- | -- | -- |
| 1  | 0   | Mercedes             | 22     | 393    | 9  | 7  | 2  | 10 | 7  | 2  |
| 2  | 0   | Red Bull–Renault     | 22     | 219    | 2  | –  | 5  | –  | 1  | 5  |
| 3  | +1  | Ferrari              | 22     | 142    | –  | 1  | 1  | –  | 1  | 1  |
| 4  | −1  | Williams–Mercedes    | 22     | 135    | –  | 2  | 1  | 1  | 1  | 4  |
| 5  | 0   | Force India–Mercedes | 21     | 98     | –  | –  | 1  | –  | 1  | 3  |
| 6  | 0   | McLaren–Mercedes     | 22     | 97     | –  | 1  | 1  | –  | –  | 1  |
| 7  | 0   | Toro Rosso–Renault   | 22     | 17     | –  | –  | –  | –  | –  | 9  |
| 8  | 0   | Lotus–Renault        | 21     | 8      | –  | –  | –  | –  | –  | 8  |
| 9  | 0   | Marussia–Ferrari     | 22     | 2      | –  | –  | –  | –  | –  | 4  |
| 10 | 0   | Sauber–Ferrari       | 22     | 0      | –  | –  | –  | –  | –  | 10 |
| 11 | 0   | Caterham–Renault     | 22     | 0      | –  | –  | –  | –  | –  | 9  |
| P  | +/− | Konstruktor          | Starty | Punkty | P1 | P2 | P3 | PP | NO | NS |